# 東京吹奏楽団
一般社団法人 東京吹奏楽団（とうきょうすいそうがくだん、Tokyo Wind Symphony Orchestra）は、日本の吹奏楽団。「東吹（とうすい）」と通称される。
定期演奏会を始め、特別演奏会、放送、録音、学校における音楽鑑賞教室など、多彩な演奏活動を行うと共に、日本人作曲家に吹奏楽作品の作曲を委嘱し、定期演奏会で初演するなど、新作への挑戦も意欲的に行っている。

## 歴史
- 1963年 - 東京芸術大学教授・山本正人、河合楽器製作所音楽教室委託職員・澤野立次郎を始めとする管・打楽器奏者が集まり創立。
※結成当初からプロとして活動を始めた吹奏楽団としては日本初。
- 同年11月5日 - 第1回定期演奏会開催。
- 1993年 - 第3回日本吹奏楽アカデミ一賞（演奏部門）受賞。
- 2000年11月17日 - 第52回定期演奏会にて、アメリカの作曲家エリック・ウィテカーを招き、自作自演にて2曲の日本初演を行う。
- 2008年11月28日 - 第55回定期演奏会にて、ベルリン・フィルハーモニー管弦楽団首席トロンボーン奏者オラフ・オットをソリストに招く。

## 指揮者
- 山本正人 - 桂冠名誉指揮者
- 汐澤安彦 - 1983年から常任指揮者、2008年からは名誉指揮者を務める。
- 佐々木新平 - 2024年11月から正指揮者となる。

この他、これまでに外山雄三、山田一雄、朝比奈隆など、多くの著名な指揮者が指揮している。